# Somo
Somo – miasto w Stanach Zjednoczonych, w stanie Wisconsin, w hrabstwie Lincoln.